# Distortion (曲)
「Distortion」（ディストーション）は、BABYMETALの配信シングルおよびLP。2018年にBMD FOX RECORDSから発売された。

## 概要、リリース

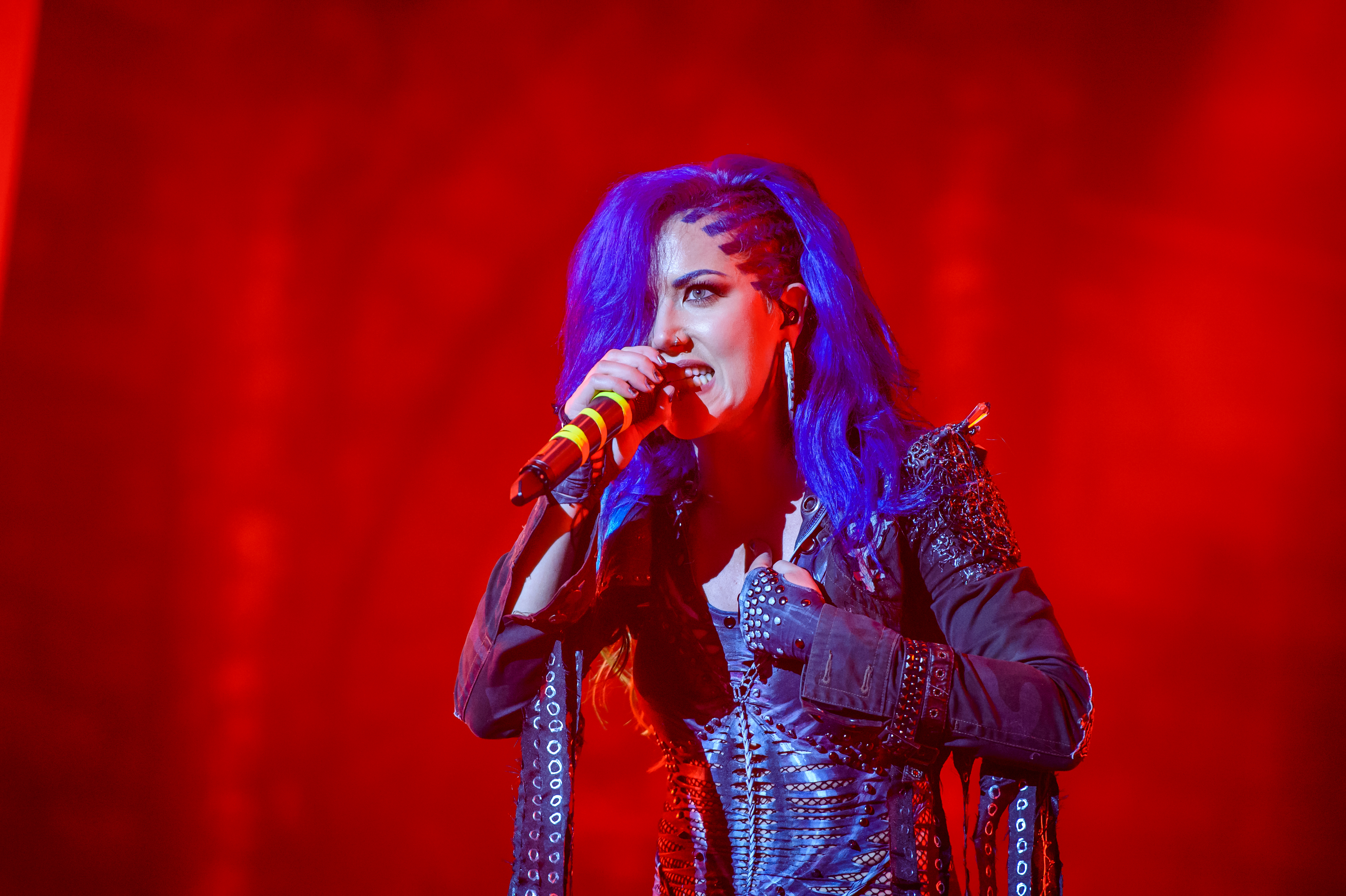
アルバムバージョンに参加したアーチ・エネミーのアリッサ・ホワイト＝グラズ。

当楽曲は、アメリカとヨーロッパを回る「BABYMETAL WORLD TOUR 2018」の開始直前となる2018年5月8日0時（日本時間）にiTunes Store、Apple Music、Spotifyなどの配信サイトでリリースされた。同年11月23日には、同曲のスタジオ音源と「ダウンロード・フェスティバル 2018」でのライブ音源の2曲を収めた12inchアナログ盤が、アメリカで開催されるレコード・ストア・デイに合わせて日本、アメリカ、ヨーロッパ各国でリリース、このうち日本盤は限定ジャケット仕様の「JAPAN LIMITED EDITION」となっている。なお、2019年10月11日に発売された3rdアルバム『METAL GALAXY』には、フィーチャリング・ゲストとしてアーチ・エネミーのボーカリストであるアリッサ・ホワイト＝グラズが参加したバージョンが収録されている。

## 音楽性
エレクトロニコアを基調としたサウンドで、全編にわたってフィーチャーされたバスドラムの連打や、サビのポップなメロディで歌われる〈ひずんだ イタミ 切りつける/キタナイセカイだった〉〈偽善者なんて KILL捨てちまえよ〉といったシリアスな歌詞が印象的な楽曲になっている。

## ミュージック・ビデオ
当楽曲のミュージック・ビデオ（以下MV）は、安田大地が監督を務めており、楽曲のリリースと同時に公開された。MVが公開される約1ヶ月前の“FOX DAY”と呼ばれる4月1日に「メタルレジスタンス 第7章」の始まりを告げる動画が公開、今までとは異なる物語が始まるとアナウンスされ、MVはその世界観を表している。内容は、告知動画では“3つのメタルの魂の物語”が光の正典だったのに対し、“7つのメタルの魂の物語”が闇の外典として存在し、知られなかった光と闇の物語が新たに始まるというものであるが、MVではその7つのメタルの魂の物語をある一つの姿として描いており、ディストピア感に満ちた世界や、ダークなスーパーヒーローのような7人が表現された映像になっている。2018年9月29日には、同年6月に出演したイギリス「ダウンロード・フェスティバル 2018」でのライブの模様を収めたライブMVが公開された。

## ライブ・パフォーマンス
ライブでは2018年に開催された「BABYMETAL WORLD TOUR 2018」における初日、アメリカ・ミズーリ州カンザスシティでのUptown Theater公演で初披露された。

## 収録内容（LP）
| #  | タイトル       | 作詞 | 作曲・編曲 |
| -- | -------------- | ---- | ---------- |
| 1. | 「Distortion」 |      |            |

| #  | タイトル                                        | 作詞 | 作曲・編曲 |
| -- | ----------------------------------------------- | ---- | ---------- |
| 1. | 「Distortion (LIVE AT DOWNLOAD FESTIVAL 2018)」 |      |            |